# Megastygarctides orbiculatus
Megastygarctides orbiculatus är en djurart som tillhör fylumet trögkrypare, och som beskrevs av McKirdy, Schmidt och McGinty-Bayly 1976. Megastygarctides orbiculatus ingår i släktet Megastygarctides och familjen Stygarctidae. Inga underarter finns listade i Catalogue of Life.